# وکس‌فرج
وکس‌فرج یک پیکرهٔ گفتار آزاد برای زبان‌های مختلف برای انجام تحقیقات یا تولید محصولات مبتنی بر تکنولوژی گفتار می‌باشد. این پروژه تحت پروانهٔ عمومی همگانی گنو منتشر می‌شود.
در وب سایت این پروژه ذکر شده‌است که اکثر مدل‌های صوتی که توسط نرم‌افزار متن‌باز تولید می‌شود دارای کد بسته می‌باشند و عموماً فایل‌های صوتی و متون مربوطه که برای تولید این مدل‌ها استفاده شده‌است، خارج از دسترس همگانی می‌باشد و هدف این پروژه جمع‌آوری گفتار و متون مربوطه برای استفاده در نرم‌افزارهای تشخیص گفتار آزاد و متن‌باز در لینوکس، ویندوز و مک می‌باشد. تمامی فایل‌های صوتی در این پروژه تحت پروانهٔ عمومی همگانی گنو منتشر می‌شود. سپس این فایل‌ها به مدل‌های صوتی برای استفاده در نرم‌افزارهای آزاد تشخیص گفتار (مانند CMU اسفینکس، ISIP، جولیوس، HTK و Kaldi) تبدیل شده و از طریق وب‌سایت پروژه منتشر می‌شود.
این پروژه در حال حاضر (اردیبهشت ۹۴) بیش از ۱۸ زبان را پشتیبانی می‌کند و زبان فارسی نیز یکی از آن‌ها می‌باشد. در صورت محقق شدن اهداف این پروژه، برای اولین بار برای زبان فارسی یک پیکره ۱۴۰ ساعتی با پروانهٔ عمومی همگانی گنو منتشر خواهد شد.